# Oběť
Oběť és una pel·lícula dramàtica de thriller del 2022 dirigida per Michal Blaško i escrita per Jakub Medvecký. Es tracta d'una coproducció entre Eslovàquia, la República Txeca i Alemanya. La pel·lícula es va estrenar a la secció Horitzons de la 79a edició del Festival de Cinema de Venècia. Va ser seleccionada com a candidata eslovaca a la millor pel·lícula internacional a la 95a edició dels Premis Oscar. Va guanyar dos premis Slnko v sieti, incloent-hi el de millor pel·lícula i millor direcció. S'ha doblat i subtitulat al català.